# Natrium-N-(8-(2-hydroxybenzoyl)amino)caprylat
Natrium-N-[8-(2-hydroxybenzoyl)amino]caprylat (auch Salcaprozat-Natrium, SNAC) ist eine chemische Verbindung aus der Gruppe der Caprylate. Es wird in der Pharmakologie als Resorptionsvermittler oral verabreichter Arzneistoffe mit schlechter Bioverfügbarkeit verwendet.

## Eigenschaften
Salcaprozat-Natrium ist das Natriumsalz der Salcaprozinsäure (INN). Salcaprozat-Natrium ist ein weißes bis fast weißes polymorphes Pulver. Die Löslichkeit im wässrigen Medium reicht von circa 10 mg/ml bei pH 2–4 bis circa 300 mg/ml bei pH 8. Der Zusatz von Salcaprozat-Natrium als pharmazeutischer Hilfsstoff vermag – wie auch Natriumcaprat – bei bestimmten Arzneistoffen mit schlechter oraler Bioverfügbarkeit deren Resorption im Magen-Darm-Trakt zu verbessern  (permeation enhancement). Es bildet mit Peptiden über ionische und hydrophobe Wechselwirkungen Komplexe aus. Vermutlich besitzt es zusätzlich pH-Wert-erhöhende, monomerbegünstigende und Pepsin-hemmende Eigenschaften.

## Verwendung
Salcaprozat-Natrium wird in den oralen Formulierungen von Semaglutid (Handelsname Rybelsus), Heparin (experimentell) und Vitamin B12 (Eligen B12) verwendet. In den USA ist es als Generally Recognized As Safe (GRAS) eingestuft.
Im Zuge der Rybelsus-Zulassungsaktivitäten durchgeführte in-vitro-Experimente mit Monolayern humaner Magenkarzinom-Epithelzellen (NCI-N87) deuten darauf hin, dass die resorptionsverbessernde Wirkung von Salcaprozat-Natrium über den transzellulären Weg vermittelt wird. SNAC interagierte mit den Lipidmembranen und lagerte sich in diese ein. Mit steigenden Konzentrationen wurden Fluidität (eine mit dem Flüssig-Mosaik-Modell erklärte Fließfähigkeit) und Permeabilität der Membranen erhöht. Die Wirkung war vorübergehend. Die monomerbegünstigende Eigenschaft wirkt der Neigung von Semaglutid zur Bildung von Oligomeren entgegen, die den transepithelialen Transport behindern könnten.